# TeleFona
TeleFona (6. juni 2000 – 16. maj 2001) var et dansk telefonselskab, ejet af Fona. 

## TeleFonas korte liv
TeleFona havde kun et kort liv, men der var en masse begivenheder, både gode og dårlige. Allerede da Fona introducerede TeleFona i juni 2000, satte de alle sejl til for at konkurrere med andre. Bl.a. fik TeleFona bedre kampagne og hyldeplads end konkurrenterne i Fona-butikkerne. Men hvad man vinder på gyngerne, må man tabe på karruselen, og Fona måtte allerede et par uger efter lanceringen sige farvel til sin samarbejdspartner gennem mange år, Mobilix. Også Tele Danmark overvejede at sige stop, men udlagde først nogle krav for videre samarbejde. 

### TF giver efter
Efter TDC´s krav i slutningen af juni 2000, gik Fona nu i gang med at destruere samtlige kampagneaviser for TeleFona, og alle vinduer blev skrabet fri for kampagnemærker og hyldepladsen blev fordelt med millimeters nøjagtighed, så TeleFona ikke fik bedre placering end konkurrenterne.

### Fona afhængig, TD ikke
Fona var i den uheldige klemme, at en stor del af deres omsætning kunne henføres til de tilskud, teleoperatørene betalte for, at kæden sælger deres abonnementer. Mobilix og Tele Danmarks tilskud var i størrelsesordenen 50 mio. kr. Forsvinder tilskuddet, risikerede Fona røde tal på bundlinjen. I 1999 kom Fona ud med et lille overskud på 8,6 mio. kr. mod et underskud på 141,3 mio. kr. i 1998.
Tele Danmark var nemlig modsat ikke særlig afhængig af TeleFona, da de nemlig lige havde indgået en forhandleraftale, hvor deres abonnementer blev solgt gennem Bilka´s varehuse.

### Elefanten køber musen – TF´s farvel
Den formelle sælger af TeleFona, Fona Gruppen Holding A/S, som siden slutningen af år 2000 har søgt en køber til sit telefonselskab. Forretningen skrantede, dels fordi prisen på opstart og vækst var for høj, og dels fordi TeleFona ikke havde de fornødne udviklingsressourcer til at drive et teleselskab.
Den 16. maj 2001 skete det. TDC´s mobilselskab, TDC Mobil har underskrevet en aftale som betyder at TDC Mobil bliver ejer af TeleFona.

## Logo
Telefonas logo var en lille mus, der passede til sloganet: "Hellere lille og vågen".